# Palojoensuu
Palojoensuu (nordsamiska Bálojotnjälbmi) är en by i Enontekis kommun i Finland, belägen vid Muonioälven. Orten ligger vid korsningen mellan Riksväg 21 och Stamväg 93, som också är Europaväg 8 och Europaväg 45.

## Historia
Den tredje kyrkan i Enontekis socken (de på svenska sidan oräknade) var belägen i Palojoensuu från 1827. Föregående kyrkor hade legat i Markkina längre mot nordväst, men då socknen splittrats genom rikssprängningen revs den och en ny kyrka byggdes i Palojoensuu, som då blev kyrkby och socknens huvudort. År 1856 bestämdes att en ny kyrka skulle byggas i Hetta. Därmed förlorade byn sin status.